# Ptyxis
Ptyxis (> Grieks: πτύσσειν, ptyssein = vouwen) is de wijze waarop, in een jong stadium in een bladknop bij zaadplanten de enkele bladen gevouwen of gerold liggen. Ptyxis kan beschouwd worden als een onderdeel van de prefoliatie, de wijze waarop bij zaadplanten de bladeren, individueel en in onderlinge samenhang, gevouwen of gerold liggen in een embryonaal stadium van de bladknop. 

Ptyxis (schema dwarsdoorsnede 1: middennerf ; 2: stengel)
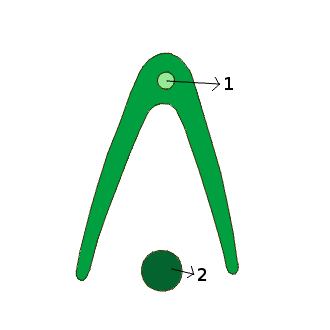
conduplicaat, ingevouwen
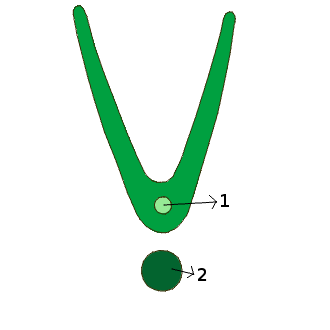
reduplicaat, teruggevouwen
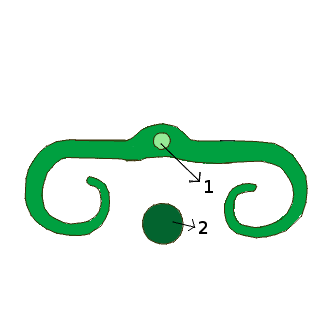
involuut, ingerold
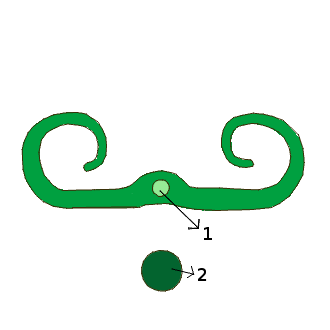
revoluut, teruggerold
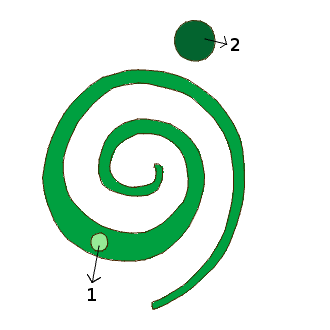
convoluut, opgerold
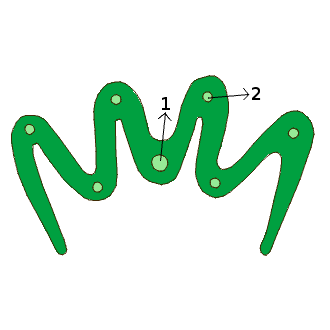
plicaat, geplooid (1 & 2: nerven)

## Verwante begrippen
Bij prefoliatie gaat het om ptyxis en vernatie. De ligging van de kelk- en kroonbladen in de bloemknop heet knopligging. 
Vernatie is een ander onderdeel van prefoliatie. Vernatie is de wijze waarop de bladeren in een embryonaal stadium van de bladknop gevouwen of gerold liggen. Het gaat het, in tegenstelling tot ptyxis (ook wel: "bladschijf vernatie"), om de rangschikking van het geheel van de verschillende onderdelen in een knop. 
Vaak wordt er geen duidelijk onderscheid gemaakt tussen de begrippen "ptyxis" en "vernatie" en wordt de laatste in brede zin gebruikt, of wordt de term "prefoliatie" gebruikt. De termen voor de vormen van ptyxis en die van vernatie lopen vaak door elkaar heen.
Bij bovenstaande begrippen gaat het om de vegetatieve bladeren. De ligging van de kelk- en kroonbladen in een knop van een bloem wordt de knopligging (ook wel estivatie) genoemd. Ook hiervoor wordt soms de term prefoliatie gebruikt. Hierbij valt de nadruk op de overlap van de randen van de verschillende segmenten (kelkbladen, kroonbladen).
| - Fyllotaxis - spiraalsgewijs, verspreid (vlgns. rij van Fibonacci) - distich, tweerijig, 1⁄2 - tristich, drierijig, 1⁄3 - pentastich, vijfrijig, 2⁄5 - octostich, achtrijig, 3⁄8 - tegenoverstaand - decussaat, kruiswijs - alternerend, afwisselend - verticillaat, kransstandig |

| - Ptyxis - inclinaat, met de top ingebogen - circinaat, spiralig ingerold - plicaat, gevouwen als een harmonica - conduplicaat, langs de middennerf plat gevouwen - convoluut, contort, gedraaid dakpansgewijs - revoluut, bladranden teruggerold (naar beneden) - involuut, bladranden naar boven omgerold |

| - Knopligging - dimeer, bloemdelen tweetallig - trimeer, bloemdelen drietallig - tetrameer, bloemdelenviertallig - pentameer, bloemdelenvijftallig - imbricaat, dakpansgewijs, met dakpansgewijs overlappende segmenten - convoluut, contort, gedraaid dakpansgewijs - quincunciaal, in een 2⁄5 spiraal, aansluitend bij de verspreide bladstand (bladspiraal) aan de stengel - cochleair, cochleaat - valvaat, klepsgewijs, elkaar rakende segmenten - klepsgewijs ingevouwen, induplicatief, naar binnen gevouwen - klepsgewijs naar buiten gevouwen, reduplicatief - open, aperta, niet-rakende segmenten |

| - Vernatie (knopplooiing) - valvaat, klepsgewijs - imbricaat, dakpansgewijs - convoluut, contort, gedraaid dakpansgewijs - induplicaat, klepsgewijs ingevouwen - supervoluut, overlappende bladranden sterk naar boven gekruld - rijdend, equitant, elkaar omvattende, dubbelgevouwen |